# راينهارد زيمارمان
راينهارد زيمارمان (بالألمانية: Reinhard Zimmermann)‏ هو مؤرخ قانوني ‏ ألماني، ولد في 1952 في هامبورغ في ألمانيا.